# Brasiliens Fußballer des Jahres
Es gibt zwei Preise die als Prämierung von Brasiliens Fußballer des Jahres angesehen werden können:
- die Bola de Ouro (deutsch: Goldener Ball) die seit 1973 jedes Jahr von dem Magazin Placar an den besten Spieler des Campeonato Brasileiro, der brasilianischen Meisterschaft, vergeben wird, und
- den Prêmio Craque do Brasileirão (deutsch in etwa Preis für die Asse der Brasilianischen Meisterschaft), der seit 2005 in Partnerschaft zwischen dem Brasilianischen Fußballverband und dem Fernsehsender Rede Globo verliehen wird.